# جنک اویغور
جنک اویغور (انگلیسی: Cenk Uygur; ترکی: [ˈdʒɛɲc ˈujɡur]; زادهٔ ۲۱ مارس ۱۹۷۰) فعال سیاسی، بیزنس‌من، ستون‌نویس و صاحبنظر سیاسی ترک-آمریکایی است. اویغور مجری اصلی و از مؤسسین ترکان جوان از برنامه‌های نظرپردازی اجتماعی و سیاسی لیبرال/ترقیخواه آمریکایی است. او پیش از شروع کار به عنوان نظرپرداز سیاسی، به اختصار به عنوان وکیل دستیار در واشینگتن دی سی و نیویورک کار کرد. اویغور در جوانی دیدگاه‌های محافظه کارانه داشت، از سقط جنین، تبعیض مثبت و فمینیسم انتقاد می‌کرد. او هم‌اکنون خود را ترقی‌خواه می‌شناساند.